# Mopsechiniscus tasmanicus
Mopsechiniscus tasmanicus is een soort in de taxonomische indeling van de beerdiertjes (Tardigrada). 
Het diertje behoort tot het geslacht Mopsechiniscus en behoort tot de familie Echiniscidae. De wetenschappelijke naam van de soort werd voor het eerst geldig gepubliceerd in 1992 door Dastych & Moscal.